# Oriolie de Bernier
Oriolia bernieri
Genre
Espèce
Statut de conservation UICN

 EN  : En danger
L'Oriolie de Bernier (Oriolia bernieri) est une espèce de gros passereaux appartenant à la famille des Vangidae. Son dimorphisme sexuel est très marqué.

## Description
Le mâle est entièrement noir à reflets bleus, à l'exception des rémiges primaires brun noir.

## Alimentation
L'Oriolie de Bernier consomme des insectes (Coléoptères et Orthoptères) et des araignées.

## Répartition
Cet oiseau est endémique de Madagascar.

## Source
- Langrand O. (1995) Guide des Oiseaux de Madagascar. Delachaux & Niestlé, Lausanne, Paris, 415 p.